# Contea di Ganluo
La contea di Ganluo (甘洛县S, Gānluò XiànP) è una contea della Cina, situata nella provincia di Sichuan e amministrata dalla prefettura autonoma Yi di Liangshan.